# Orde van de Adelaar van Este

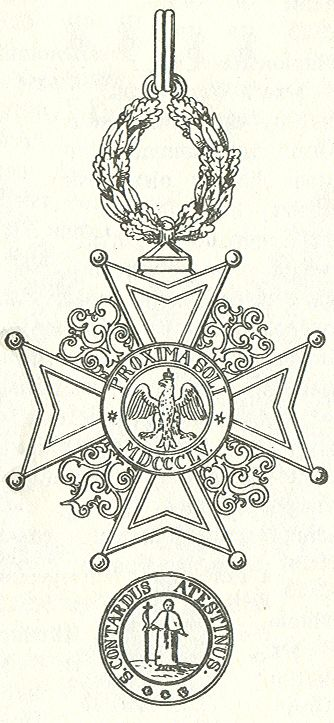
De voor-en achterzijde van het kleinood van een Commandeur.

Frans V van Habsburg-Este, Hertog van Modena en Reggio stichtte op 28 december 1855 de 
Orde van de Adelaar van Este (Italiaans:"Ordine dell’Aquila Estense") als een onderscheiding voor militaire en civiele verdienste.
De Orde werd aan de bescherming van de Heilige Contardo van Este, een voorvader van de stichter, toevertrouwd en had drie klassen.

## De drie graden van de Orde

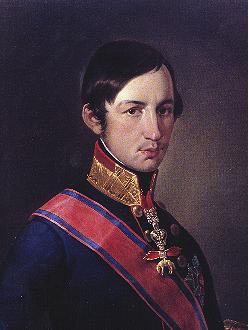
Frans V van Modena, stichter van de Orde.

- De Groothertog van Modena was Grootmeester van de orde.
- Ridder-Grootkruis; er mochten volgens de statuten 10 Grootkruisen worden benoemd. Net als bij de lagere graden konden buitenlanders als surnumeraire leden in de Orde worden opgenomen.
- Commandeur; er mochten volgens de statuten 20 Commandeurs worden benoemd.
- Ridder; er mochten volgens de statuten 60 Ridders worden benoemd.

De leden werden in de adelstand opgenomen, in een aantal gevallen werd in het uitgereikte diploma van de Orde vastgelegd dat deze adeldom ook erfelijk zou zijn. Er zijn ook kruisen met op de keerzijde het getal "XXV" of "XXX". Deze werden bij jubilea uitgereikt.

## Het kleinood van de Orde
Het kleinood was een wit geëmailleerd achtpuntig kruis van Malta met blauwe randen en acht gouden punten. In het midden prijkte volgens Gritner een medaillon met de witte adelaar van de Este op een blauw veld. Op de ring daaromheen stond het motto "PROXIMA SOLI" en het stichtingsjaar "MDCCCLV". Op afbeeldingen en foto's is de adelaar zwart. In het wapen van Este is de adelaar wit. De zilveren adelaars op de medaillons zijn geoxideerd. 
Op de keerzijde was de Heilige Contardus afgebeeld met de tekst "S. CONTARDUS ATESTINUS".
Er waren drie uitvoeringen;
- Militairen droegen als verhoging een trofee
- Burgers droegen als verhoging een lauwerkrans
- Vreemdelingen droegen als verhoging een beugelkroon.

Het lint was wit met een blauwe bies, volgens Gritzner wit met twee brede blauwe strepen en een witte bies.
- Grootkruisen droegen een grootlint van vijf vingers breed over de rechterschouder zodat het grootkruis op de linkerheup kwam te hangen. Zij droegen de ster op de linkerborst.
- Commandeurs droegen het versiersel aan een lint om de hals en de ster op de linkerborst.
- Ridders droegen het kleinood aan een lint op de linkerborst of in het knoopsgat van een geklede jas.

Modena werd in 1860 door het Koninkrijk Savoie geannexeerd. Later werd het gebied deel van het Koninkrijk Italië. De Groothertog ging in ballingschap in Oostenrijk maar bleef de Orde ook daar nog verlenen.In een wet van 3 maart 1951 (https://web.archive.org/web/20070825192934/http://www.dirittonobiliare.com/civile.html) staat de Italiaanse staat zijn burgers het dragen van deze "niet nationale" Orde desondanks toe.
De orde werd ook als miniatuur aan een klein lint of aan kettinkje op de revers van een rokkostuum gedragen

## De Groothertogen van Modena en de adelaar van Este
De laatste Groothertog van Modena uit het Huis Este was Ercole III d'Este die in 1796 werd afgezet en in 1803in ballingschap stierf. Zijn dochter Maria Beatrice d'Este was met de Habsburgse Aartshertog Ferdinand van Oostenrijk gehuwd. Hij werd de stamvader van het Huis Habsburg-Este dat met de dood vanFrans V van Modena in mannelijke lijn in 1875 uitsterf. De grote erfenis was voor Frans Ferdinand van Oostenrijk die op verzoek van zijn oom Frans Jozef I van Oostenrijk de naam Este bij de zijne voegde. Hij stamde niet van de 18e- en 19e-eeuwse Este-heersers van Modena af. Frans Ferdinand paalde zijn wapen met de adelaar van Este. De twee kinderen van Frans Ferdinand en zijn morganatische echtgenote Gravin Sophie Chotek erfden de aanspraken op de Habsburgse troon en op Modena niet.
De aanspraken op Modena en op de Orde van de Adelaar van Este vererfden via Maria Theresia Henriëtte van Oostenrijk-Este, de laatste koningin van Beieren op het Huis Wittelsbach. De Wittelsbachse pretendent op de Beierse, en als jacobitisch pretendent ook op de Engelse en Schotse kroon laat geen aanspraken op de troon van Modena en op het grootmeesterschap van de Orde van de Adelaar van Este gelden. 
De Habsburgers, zelf de jongere tak van het middeleeuwse Huis Este, besloten dat er steeds een Habsburg-Este zou zijn. De naam werd via adoptie toegewezen aan de nog ongeboren Robert van Oostenrijk die de naam aan Z.K.K.H.Lorenz Otto Carl Amadeus Thadeus Maria Pius Andreas Marcus d'Aviano van Habsburg-Este Prins van België, Aartshertog van Oostenrijk-Este naliet. Aartshertog Lorenz en Aartshertog Robert hadden via Keizerin Zita enig bloed van de 19e-eeuwse Este in hun aderen. Ook Aartshertog  Lorenz paalt zijn wapen met de witte adelaar van Este.

## De Orde van de Adelaar van Este in de 20e en 21e eeuw
Geen van de dragers van de naam Este heeft een claim op de orde aangemeld bij het Registre des Orderes de Chevalerie en de Commission Internationale d’Etudes des Ordres de Chevalerie. De Beierse pretendent Frans van Beieren zal op grond van zijn jure sanguinis de nu "slapende" orde weer kunnen verlenen. De laatste ridders werden voor zijn dood in 1875 door de verbannen Frans V van Modena benoemd en zijn in de 19e en 20e eeuw overleden.